# Manuel Guirior
Manuel de Guirior (nom complet : Manuel de Guirior y Portal de Huarte y Edozain, marquis de Guirior) (1708 – 25 novembre 1788) est un officier de l'armée navale espagnole et un administrateur colonial. Il est vice-roi de la Nouvelle-Grenade de 1772 à 1776 et du Pérou du 17 juillet 1776 au 21 juillet 1780.

## Biographie
Guirior est né dans une famille noble de Navarre. Il entre dans la marine en 1733 comme lieutenant. Il combat durant la guerre de Sept Ans contre l'Angleterre, et aussi contre les Barbaresques en Méditerranée. Il est chevalier de l'Ordre de Saint Jean.

### Vice roi de la Nouvelle-Grenade
En 1772, il est nommé vice-roi de la Nouvelle-Grenade. Comme vice-roi, il tente de réformer les communautés religieuses, de revitaliser les missions et d'assurer un traitement humanitaire des Indigènes. Il travaillea pour améliorer l'économie et stimuler l'industrie. Il divise la ville de Bogota en barrios (arrondissements).
Il développe également les défenses de la colonie, surtout sur les côtes. Il fonde l'Université royale de Santafé, et un hôpital et un hospice. Le 20 juillet 1773, il fonde la première bibliothèque publique de la colonie, à Bogota. La collection originelle des livres consiste en des livres expropriés de la communauté jésuite, qui a été expulsé des colonies de l'empire espagnol par ordre du roi Charles III d'Espagne en 1767. La nouvelle bibliothèque ouvre le 9 janvier 1777. Elle est maintenant connue sous le nom de Bibliothèque nationale de Colombie.
En 17774, Guirior est promu lieutenant-général.

### Vice-roi du Pérou
Il est nommé vice-roi du Pérou en 1775, et en 1776 arrive à Lima et prend son poste. Il assiste l'expédition scientifique de Hipólito Ruiz López, José Antonio Pavón et Joseph Dombey, envoyés pour étudier la flore de la vice-royauté. Leurs trouvailles sont publiées plus tard dans La flora peruana y chilena (La Flore du Pérou et du Chili). Encore une grande de ses préoccupations est de stimuler l'économie, en adoptant des mesures libérales dans l'agriculture, l'exploitation minière, le commerce et l'industrie
Il gagne une réputation d'un homme d'intelligence et de compassion, un travailleur infatigable. Il crée deux nouvelles chaires à l'université, améliora les soins médicaux dans dix hôpitaux à Lima et fonda une maison d'orphelins.
En juin 1777, José Antonio de Areche arrive à Lima comme visitador (inspecteur) de la Couronne. Il augmente les taxes de vente de 4 % à 6 %, et le vice-roi Guirior impose une taxes de 12½% sur la liqueur. Une mésentente avec le visitador Areche fait que Guirior est démis de ses fonctions en juillet 1780. Il est soumis à résidence par la justice (procès des griefs) et sa pension est diminuée de moitié. Toutefois, il est acquitté de manière posthume (Il meurt le 25 novembre 1788.) Il est remplacé en tant que vice-roi par le gouverneur du Chili, Agustín de Jáuregui.
Au moment où Guirior est écarté de son poste, les indigènes du Pérou sont sur le point de se révolter. La révolte, menée par Túpac Amaru II, éclate le 4 novembre 1780.

## Sources
- (en) Cet article est partiellement ou en totalité issu de l’article de Wikipédia en anglais intitulé « Manuel de Guirior » (voir la liste des auteurs).